# Municipio de Burnt Swamp
El municipio de Burnt Swamp (en inglés: Burnt Swamp Township) es un municipio ubicado en el  condado de Robeson en el estado estadounidense de Carolina del Norte. En el año 2000 tenía una población de 2.229 habitantes.

## Geografía
El municipio de Burnt Swamp se encuentra ubicado en las coordenadas 34°42′31.26″N 79°6′56.51″O / 34.7086833, -79.1156972.